# Centrum Rojalistyczne Akcji Francuskiej
Centrum Rojalistyczne Akcji Francuskiej (fr. Centre royaliste d'Action Française, CRAF) – francuski ruch monarchistyczny działający od 1993 r.
Centrum powstało w 1993 r. Wywodzi się z powojennego ugrupowania politycznego Restauration Nationale. Grupa rozłamowa z RN pod przywództwem Hilaire'a de Crémiersa zdobyła sądownie prawo do używania nazwy Restauration Nationale, w związku z czym dotychczasowi działacze musieli przyjąć nową. Na czele Centrum stał do swojej śmierci w listopadzie 2007 r. Pierre Pujo, syn Maurice’a Pujo, jednego z głównych działaczy Action Française. 
Organizacja bazuje na jej tradycji, a zwłaszcza na doktrynie integralnego nacjonalizmu, stworzonej przez Charlesa Maurassa. Opowiada się za restauracją monarchii we Francji i występuje przeciwko Unii Europejskiej, zajmując pozycje suwerenistyczne. Z tego powodu aktywnie uczestniczy w takich organizacjach, jak l'Alliance pour la Souveraineté de la France, czy l'Entente souverainiste. 
Wydaje magazyn "Action Française 2000", kwartalnik studencki "Insurrection" pod redakcją Jérôme`a Besnarda i "Cahiers royalistes".